# Dactylochelifer scheuerni
Espèce
Dactylochelifer scheuerni est une espèce de pseudoscorpions de la famille des Cheliferidae.

## Distribution
Cette espèce est endémique de Catalogne (Espagne) et se rencontre dans le delta de l'Èbre.

## Description
Le mâle holotype mesure 2,3 mm.

## Étymologie
Cette espèce est nommée en l'honneur de Joachim Scheuern.

## Publication originale
- Schawaller, 1987 : Eine neue Dactylochelifer-Art aus Spanien (Prov. Tarragona) (Pseudoscorpiones). Eos-Revista Espanola de Entomologia, vol. 63, p. 277-280 (texte intégral).